# Lịch sử Kitô giáo
Lịch sử Kitô giáo liên quan đến Kitô giáo và Giáo hội Kitô giáo với các giáo phái khác nhau, từ thế kỷ 1 đến nay.
Công giáo La Mã và Chính thống giáo Đông phương lan rộng ra khắp châu Âu vào thời trung cổ. Kể từ thời kỳ Phục hưng, Kitô giáo đã mở rộng khắp thế giới và trở thành tôn giáo lớn nhất thế giới. Ngày nay có hơn hai tỷ Kitô hữu trên toàn thế giới.

## Giai đoạn sơ khai
Trong lịch sử ban đầu của mình, Kitô giáo đã phát triển từ một tôn giáo Do Thái vào thế kỷ thứ nhất trở thành một tôn giáo phổ biến trên toàn bộ thế giới Hy Lạp-La Mã và hơn thế nữa.
Kitô giáo sơ khai có thể được chia thành 2 giai đoạn riêng biệt: thời kỳ tông đồ, khi các tông đồ đầu tiên còn sống và lãnh đạo Giáo hội, và thời kỳ hậu tông đồ, khi một cấu trúc giám mục sớm phát triển, và sự bắt bớ diễn ra mạnh mẽ. Cuộc đàn áp Kitô giáo của người La Mã đã kết thúc vào năm 324 Constantine Đại đế đã tuyên bố ủng hộ tôn giáo này. Sau đó, ông đã tổ chức Hội đồng đầu tiên của Nicaea vào năm 325, bắt đầu thời kỳ của Bảy công đồng đại kết đầu tiên.

### Thời kỳ tông đồ
Giáo hội Tông truyền là cộng đồng được dẫn dắt bởi các tông đồ, và ở một mức độ nào đó, thân nhân của chính Chúa Giêsu. [3] Trong "Ủy ban vĩ đại" của mình,Chúa Giêsu khi phục sinh đã ra lệnh rằng những lời dạy của ông được truyền bá ra toàn thế giới. Trong khi độ tin cậy lịch sử của Công vụ Tông đồ bị tranh cãi bởi các nhà phê bình, thì Công vụ Tông đồ là nguồn thông tin chính yếu trong giai đoạn này. Công vụ đưa ra một lịch sử của Giáo hội từ ủy ban này để truyền bá tôn giáo giữa dân ngoại đạo [4] và phía đông Địa Trung Hải, được Paul và những người khác thực hiện.
Các Kitô hữu đầu tiên về cơ bản là tất cả các thành phần dân tộc Do Thái hoặc di cư tới vùng Do Thái. Nói cách khác, Chúa Giêsu đã thuyết giảng cho người Do Thái và kêu gọi họ là những môn đệ đầu tiên của ông, xem ví dụ Matthew 10. Tuy nhiên, Ủy ban vĩ đại đặc biệt nhắm vào "tất cả các quốc gia", và một khó khăn ban đầu nảy sinh liên quan đến vấn đề dân ngoại (không -Jewish) chuyển đổi xem họ có phải "trở thành người Do Thái" hay không (thường đề cập đến cắt bao quy đầu và tuân thủ luật ăn kiêng), như là một phần của việc trở thành Kitô hữu. Cắt bao quy đầu đặc biệt được coi là phản cảm bởi người Hy Lạp và Hy Lạp [5] trong khi những người ủng hộ cắt bao quy đầu được dán nhãn là người Do Thái, xem tranh luận về cắt bao quy đầu của người Do Thái để biết chi tiết. Hành động của Peter, khi chuyển đạo cho Cornelius the Centurion, [4] dường như chỉ ra rằng luật cắt bao quy đầu và luật thực phẩm không áp dụng cho người Gentile, và điều này đã được đồng ý tại Hội đồng tông đồ Jerusalem. Các vấn đề liên quan vẫn còn được tranh luận cho đến ngày hôm nay.